# Каїндинський сільський округ
Каїнди́нський сільський округ (каз. Қайыңды ауылдық округі, рос. Каиндинский сельский округ) — адміністративна одиниця у складі Уїльського району Актюбінської області Казахстану. Адміністративний центр — село Акжар.
Населення — 1006 осіб (2021; 1503 у 2009, 2058 у 1999, 1899 у 1989).
Станом на 1989 рік існувала Сагинська сільська рада (села Каїнди, Косембай).

## Склад
До складу округу входять такі населені пункти:
| Населений пункт | Колишні назви | Населення, осіб (1989) | Населення, осіб (1999) | Населення, осіб (2009) | Населення, осіб (2021) |
| --------------- | ------------- | ---------------------- | ---------------------- | ---------------------- | ---------------------- |
| Акжар, село     | Каїнди        | 1514                   | 1550                   | 1018                   | 610                    |
| Косембай, село  | -             | 385                    | 508                    | 485                    | 396                    |